# Щипакин, Иван Алексеевич
 Иван Алексеевич Щипакин  (20 декабря 1923, село Курмачкасы — 17 февраля 2016, Ставрополь) — командир отделения 167-го гвардейского отдельного батальона связи (108-я гвардейская стрелковая дивизия, 46-я армия, 2-й Украинский фронт). Майор. Герой Советского Союза.

## Биография
Родился 20 декабря 1923 года в селе Курмачкасы в крестьянской семье. После школы окончил Саранский сельхозтехникум. Работал слесарем на городской теплоэлектроцентрали, а затем там же получил специальность электросварщика. В декабре 1941 года вместе с бригадой был направлен в Вятские Поляны Кировской области на восстановление эвакуированных с запада военных заводов.
Великая Отечественная война
В Красную Армию призван в мае 1942 года Глазовским РВК Удмуртской АССР. С сентября 1942 года был на Закавказском, с сентября 1944 года — на 2-м Украинском фронтах. Воевал на Ставрополье, Северном Кавказе, Кубани, освобождал Украину, Молдавию, Румынию и Венгрию. Победу встретил в Австрии.
Подвиг
Из наградного листа:

При форсировании реки Дунай в районе Эрчи 5 декабря 1944 г. с первой лодкой высадился на правый берег и под шквальным арт-миномётным и пулемётным огнём противника дал связь в 1-й стрелковый батальон.
Когда разрывами вражеских снарядов провод был перебит и унесён течением, герой-связист несмотря на ураганный обстрел снова переправился через реку и стал наводить новую линию связи. При подходе к правому берегу лодка была разбита снарядом, а кабель намотался на винт катера. Тов. Щипакин бросился в воду, размотал кабель и дотянул линию до батальона, по которой и производилось управление боем и корректировка огня нашей артиллерии.

Указом Президиума Верховного Совета СССР от 24 марта 1945 года за образцовое выполнение боевых заданий Командования на фронте борьбы с немецкими захватчиками и проявленные при этом отвагу и геройство гвардии старшему сержанту Щипакину Ивану Алексеевичу присвоено звание Героя Советского Союза с вручением ордена Ленина и медали «Золотая Звезда».
Послевоенное время
После войны продолжил службу в армии. С 1971 майор Щипакин — в запасе. Окончил Ставропольский педагогический институт. Был на партийной и административной работе. Неоднократно избирался депутатом Ставропольского краевого Совета народных депутатов. В 2005 году участвовал в юбилейном параде Победы в Москве. Жил в Ставропольском крае. Скончался 17 февраля 2016 года в Ставрополе.

## Награды
- Медаль «Золотая Звезда» (24.03.1945)[2][3];
- орден Ленина (24.03.1945);
- орден Отечественной войны I степени (11.03.1985)[5];
- два ордена «Знак Почёта»;
- медаль «За отвагу» (28.07.1943)[6];
- медаль «За оборону Кавказа»;
- почётный гражданин Ставрополя.

## Память
- Бюсты Героя установлены бюсты в городе Ставрополе и на родине, в посёлке Ромоданово.
- В селе Курмачкасы установлена мемориальная доска.
- В Ставрополе именем Ивана Щипакина названа одна из улиц в микрорайоне «Перспективный»[7].